# Ламдре
Путь-плод (санскр. Mārgaphala; тиб. ལམ་འབྲས། — ламдре́) — доктрина в буддизме Ваджраяны, базирующаяся на утверждении, что плод [phala; тиб.  bras ] буддийской практики заключается в её процессе ["пути": mārga; тиб. lam]). В Тибете учение «Путь-плод» стало стержнем практик школы сакья.

## История
В соответствии с традиционными источниками, изначально учения о пути-плоде были открыты Вирупе, индийскому буддийскому монаху, дакини Найратмьей. Упражняясь согласно полученному руководству, Вирупа достиг Пробуждения. Агиография, посвящённая ему, фиксирует такие из ряда вон выходящие поступки Вирупы, как выпивку, соблазнение множества женщин и разрушение небуддийских святынь. В течение своих похождений Вирупа обратил в буддизм индуистского йогина Канху (Кришну [Kṛṣṇa], тиб. Nag po pa) и написал для него небольшое сочинение «Ваджрные стихи». Эти поучения переходили из уст в уста вплоть до Гаядхары.
Учение пути-плода проникло в Тибет с индийским пандитой Гаядхарой (ум. 1103) в 1041 году. Гаядхара работал с тибетским переводчиком Дрогми Шакья Еше (993—1077?) над переводом с санскрита буддийских тантр. Сам Дрогми также провёл долгое время в Индии и Непале, изучая буддийскую тантру, вернувшись в Тибет уже именитым знатоком. Гаядхара передал учение Дрогми, а тот, в свою очередь, преподал его нескольким своим ученикам.
Ученик Дрогми-лоцзавы Чёбар обучил доктрине пути-плода Сачена Кюнгу Ньингпо, основателя школы сакья. Кунга Ньингпо практиковал эту доктрину в течение восемнадцати лет, написав несколько комментариев на коренной текст учения, и передал её двум своим сыновьям, Сонам Цемо и Драгпа Гьялцену. Начиная с этого времени доктрина пути-плода прочно вошло в корпус учений школы сакья.

## Практика
Учение о пути-плоде коренится во взгляде, что как путь, так и его результат взаимно заключены друг в друге; сансара неотделима от нирваны. Все существа обладают врождённой Природой Будды, однако из-за омрачений они не могут её распознать. Путь к Пробуждению, таким образом — это последовательное удаление помех и возрастающий опыт нирваны.
Драгпа Гьялцен суммировал учение в пяти стадиях:
1. посвящение
2. стадия порождения
3. стадия завершения
4. упражнение
5. заключительная практика с мудрами
Чтобы вступить на путь, ученик должен получить посвящение у учителя, дающего ему руководство по распознанию его природы. Посвящение принципиально, ибо прямо демонстрирует новичку результат, — мудрость будды.. После посвящения ученик вступает на «путь», который, как и в большинстве тибетских тантрических систем, подразделяется на стадию зарождения (тиб. bskyed rim) и стадию завершения (тиб. rdzogs rim). В традиции ламдре наставления по созерцанию от наставника к ученику передаются изустно, что подчёркивает тайность и важность учений; причём, хотя некоторые наставления и записывались некоторыми учёными, например Сачен Кюнгой Ньингпо, основные тексты выучиваются учениками наизусть. Тексты по ламдре, существующие лишь в памяти их носителей, сохраняются традицией по сей день.